# Аристокрит
Аристокрит (др.-греч. Αριστοκράτης); IV век до н. э.) — античный актёр.

## Биография
Династ Карии Пиксодар, желавший заключить союз с македонским царём Филиппом II, в 336 году до н. э. предложил в супруги слабоумному сыну Филиппа Арридею свою старшую дочь Аду. С этой целью он направил в Македонию трагического актёра Аристокрита. По мнению исследователей, Аристокрит прибыл в Македонию вскоре после того, как полководцы Филиппа Парменион, Аттал и Аминта, командуя авангардом македонской армии, вторглись в Азию. Однако Александр решил сам взять в жёны дочь Пиксодара. Об этом стало известно Филиппу. Тайно направленный в Азию в качестве доверенного лица царевича актёр Фессал был схвачен и закован в цепи.
Также Аристокрит принимал участие в торжествах организованной в 324 году до н. э. грандиозной свадьбы в Сузах.